# William Hopper

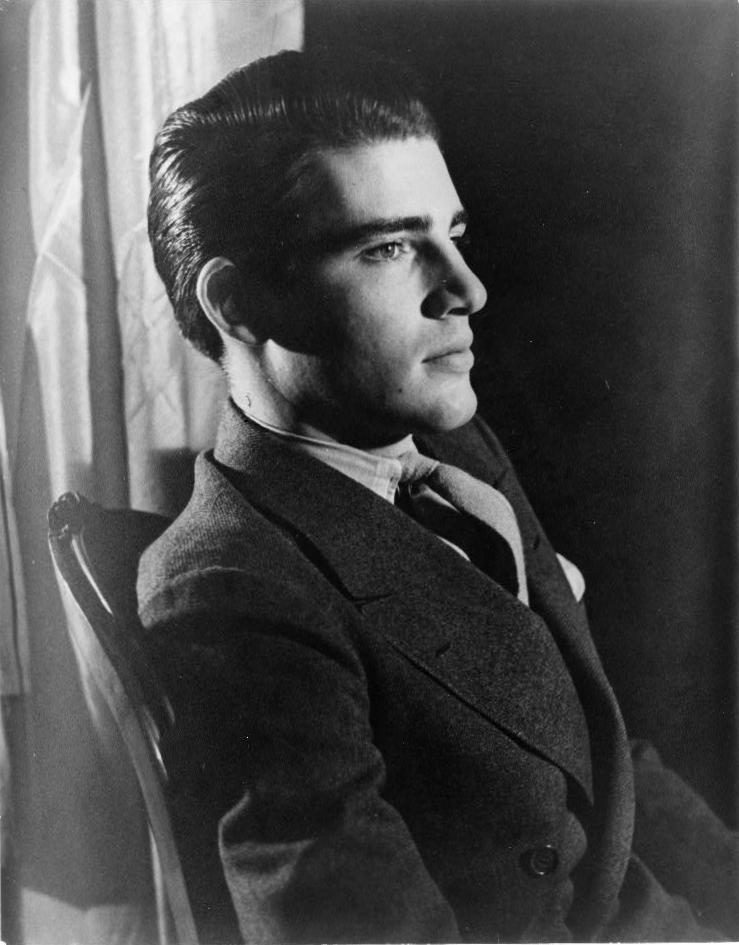
William Hopper.

William DeWolf Hopper, Jr, född 26 januari 1915 i New York, död 6 mars 1970 i Palm Springs, Kalifornien, var en amerikansk skådespelare. Han var son till artisten DeWolf Hopper och journalisten Hedda Hopper. Hopper gjorde en stor mängd småroller i amerikanska filmer under 1930-talet och 1940-talet, men blev mer allmänt känd under 1950-talet då han fick en stor återkommande roll i tv-serien Perry Mason.

## Filmografi
- 1939 – Kvinna mot kvinna
- 1940 – Regnbågsdivisionen
- 1941 – Bruden kom pr. efterkrav
- 1955 – Ung rebell
- 1957 – 20 Million Miles to Earth